# Parque nacional de Bukit Lambir
El Parque nacional de Bukit Lambir o Parque nacional del Cerro Lambir (en malayo: Taman Negara Bukit Lambir) está a 30 kilómetros al sur de Miri en Sarawak, Malasia, en la isla de Borneo. Se trata de un pequeño parque, en 6.952 hectáreas, que está compuesto en gran parte de bosques mixtos de dipterocarpáceas, con algunas pequeñas áreas de "kerangas". El parque se encuentra a entre 150-465 m s. n. m..
Los biólogos han registrado 237 especies de aves, 64 especies de mamíferos, 46 especies de reptiles y 20 especies de ranas en el parque nacional. Los grandes mamíferos como los gibones y el oso malayo (Helarctos malayanus) son inexistentes o muy raros, debido al pequeño tamaño de los bosques y la caza ilegal.